# 日本神話
日本神話（にほんしんわ），是在日本流傳的神话。

## 概要
日本神話的核心，在於對自然現象、社會秩序及王權起源的神格化闡釋。後來隨著唐朝文化交流傳入的文字，各氏族便將流傳許久的故事記錄下來。我們今日理解的這些神話傳承，其核心文本主要依據公元8世紀初在律令國家體制下，由國家主導編纂的《古事記》（712年）與《日本書紀》（720年）以及各地的《風土記》。可供研究的原始文獻數量相對有限。 
《古事記》和《日本書紀》的編纂系統性的整合原本存在於日本各地的多樣化的各種信仰和故事，這些神話被重新詮釋，歸類為「國津神」（くにつかみ），或是被定義為不順從的「奉ろわぬ神」，最終納入了以高天原神祇為中心的故事框架，也政治性的確立以天皇世系為中心的官方敘事。同時，源自唐朝的文字系統、儒家與道教思想、史書編纂體例，自印度傳入的佛教文化，對內容的建構和思想內涵產生了影響。而同期奉敕編纂的各地《風土記》則記錄了豐富的地方風土、傳說與神話，提供了不同於中央視角的寶貴資料。
另外，那些較晚才逐漸被納入中央權力影響範圍的地區，如愛努（阿伊努）與琉球，則保有獨特的神話體系。較為特別的是日本神話中非常重要的舞台出雲地區，現在的島根縣一帶。出雲的神話被部分整合進了官方的歷史敘事（如大國主神），但原始的神話內容在出雲經由口述、祭祀等方式流傳，保留了原始的獨特性，尤其關於大國主神的故事，其在地方傳說中的呈現方式與官方記錄有所不同。
這些神話反映了當時人們的生活和想法，大多充滿地方色彩，最具代表性的是因幡之白兔。
本文將主要讲述《古事記》和《日本書記》中的神話（記紀神話）。

## 神話的構成
本文只會概述日本神話，至於各神話的細節，則另作文章再行介紹。
在《記紀》等文獻中，被記載為神代（神的時代、神話時代）的神話如下所示。神代指的是神武天皇之前的時代。

### 天地開闢時期
開天辟地之後，高天原誕生了別天津神和神世七代的神祇。在這些神祇中，最後誕生的是伊邪那岐（イザナギ）和伊邪那美（イザナミ）這對神明。

### 國誕生和神誕生

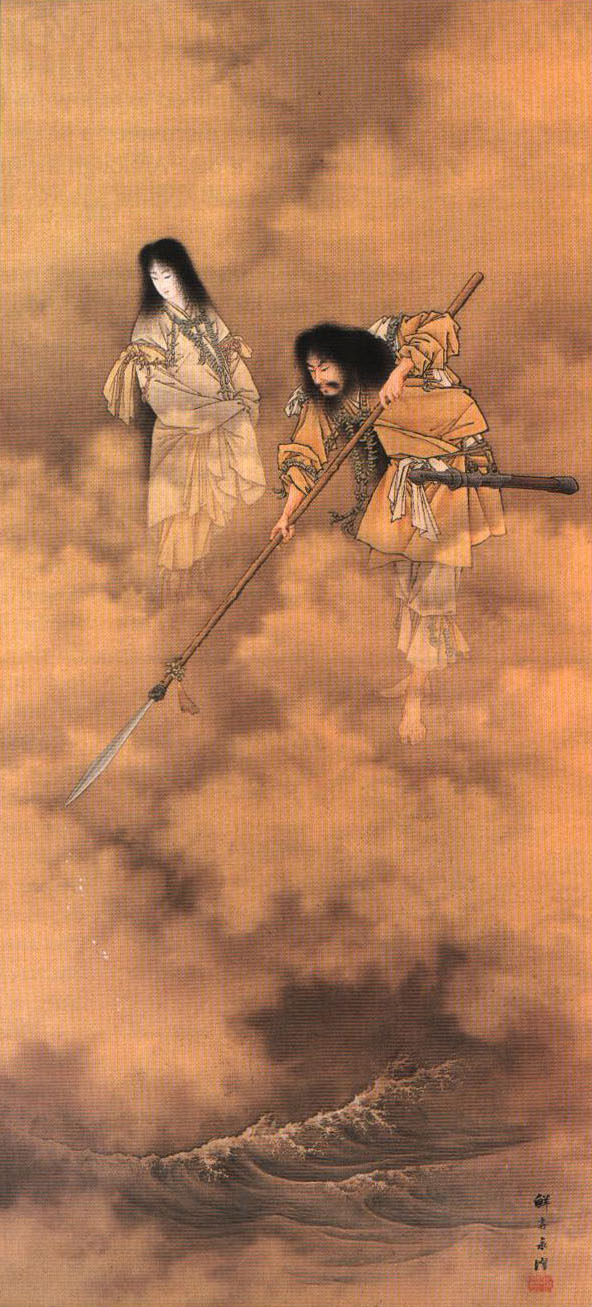
小林永濯《以天之瓊矛探海圖》／伊邪那岐和伊邪那美二神正用天之瓊矛（天沼矛）撥動地上的混沌，企圖創造大八島（即日本的島嶼）。關於這幅作品的詳細說明，請參閱“國誕生”一節。

伊邪那岐和伊邪那美下凡到他們自己創造的オノゴロ島，結婚並生下了他們的第一個孩子--蛭子神（ヒルコノカミ）。然而，由於方法上的錯誤，是個畸形的孩子。這個孩子被投進大海之後，下一個孩子淡島神（アワシマノカミ）出生了，但又因為沒有正確地出生，二神向別天津神請求教誨，就這樣重新正確地交合，誕生了淡道之穗之狹別島（あわじのほのさわけのしま）。 接下來，包括淡道在內的被稱為“大八島”的島嶼（日本列島）陸續誕生。 這些被稱為“國誕生”。 之後會產生各種各樣的神明，這些被稱為“神誕生”。然而，伊邪那美在生下火神迦具土（カグツチ）时，受到了重度的火伤，最终去世。留下的伊邪那岐前往黃泉國與已故的伊邪那美會面，但當他意識到伊邪那美已成為黃泉的居民時，他不得不逃回，兩人就此永遠分離。之後，伊邪那岐為了祓除在黃泉國遭受的汙穢而做了禊。 在這時，誕生了許多神祇，最後誕生了被稱為“三貴子”（みはしらのうずのみこ）的三位神祇，即天照大神（あまてらす おおかみ）、月讀（つくよみ）、素戔嗚尊（すさのおのみこと）。

### 天照大神和素戔嗚尊之誓約 • 天岩戶
素戔嗚尊在去根國之前前往高天原。 天照大神誤以為素戔嗚尊是來搶奪高天原的，拿著弓箭迎接素戔嗚尊。 素戔嗚尊為了打消天照大神的懷疑，透過接受誓約證明了自己的清白（天照大神和素戔嗚尊之誓約 ）。 這時，後來成為皇室和出雲國造始祖的別天津神和宗像三女神誕生了。
但是，由於素戔嗚尊在高天原犯下了許多暴行，對此感到害怕和憂慮的天照大神躲在了天岩戶，人间被黑暗籠罩著。 神明們也用計謀將天照大神從天岩戶引出來，光明被帶回了人间。 素戔嗚尊因惡行而受到責罵，被驅逐到俗世。

### 出雲神話
素戔嗚尊下凡到出雲國， 斬殺了八岐大蛇，並娶了櫛名田比賣。作為素戔嗚尊的後代的大穴牟遲神（大国主），與八上比賣結合，但被八十神嫉妒並遭到迫害。逃脫了困境後，他在根國克服了素戔嗚尊的試煉，隨後娶了素戔嗚尊的女兒須世理姬，成為了大國主神。之後，他與沼河比賣和多紀理毘賣命結婚，生下了許多子神，並與少名毘古那神、大物主神一起開始了葦原中國的建國。
這些傳說並沒有收錄在《出雲國風土記》中。 然而，類似的神名卻出現在其中。此外，全國各地的風土記、神社和地方志中，都流傳著独特的建國神話。

### 葦原中國平定（國讓）

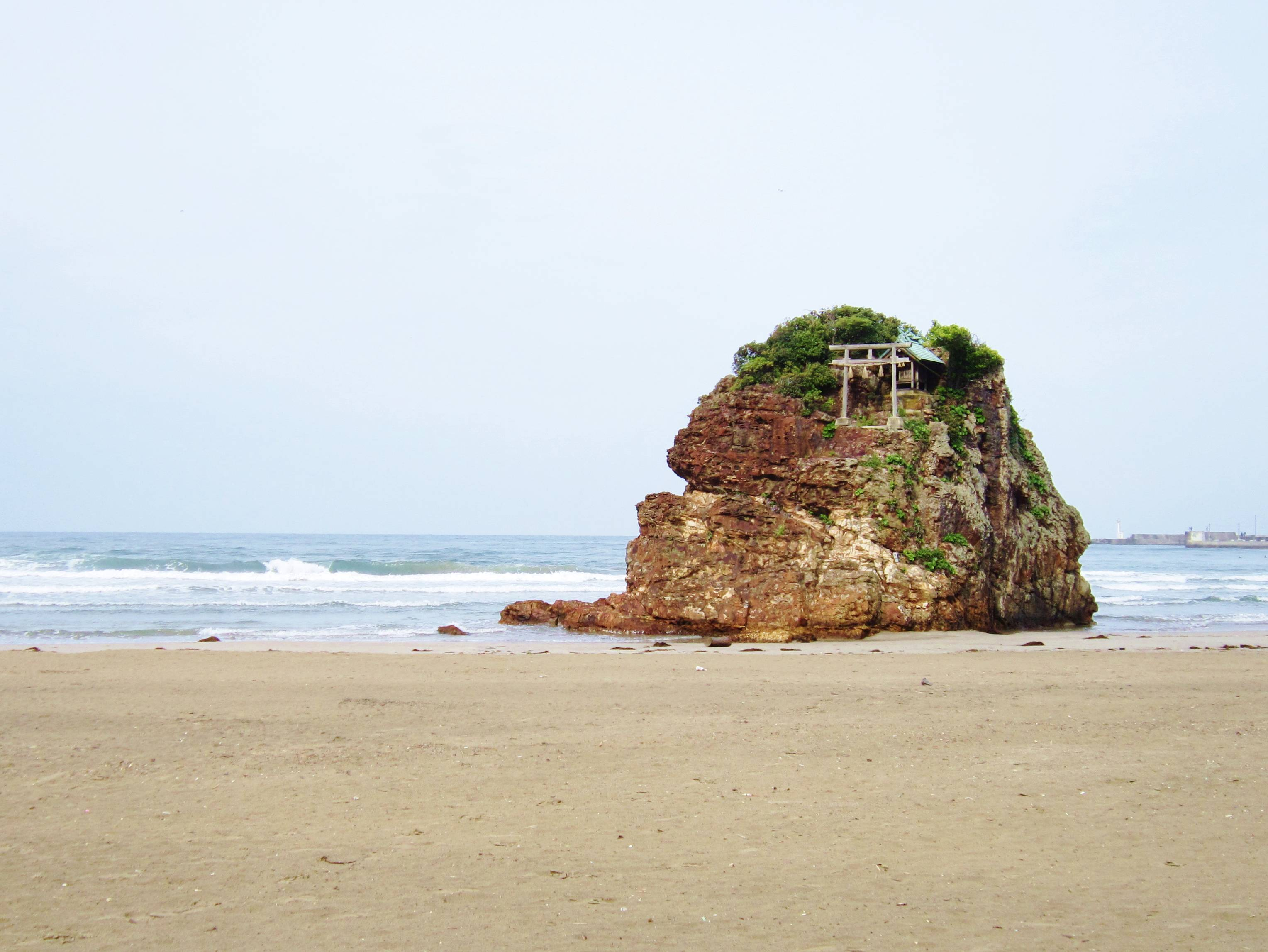
據說建御雷降臨的稻佐海灘。

高天原的眾神決定由天照大神的後代來統治葦原中國。為此，多位神明被派往出雲，但談判進展非常緩慢，因為他們要么全部倒向大國主一邊，要么被倒戈的神明殺死。最終，他們派出了建禦雷等兩位武神，迫使大國主神的長子事代主神讓出國土，並迫使果敢抵抗的弟弟建禦名方神投降。由於兩位神子答應了他的要求，大國主承諾將國家移交給天神，以換取建造自己的宮殿（出雲大社）。

### 天孫降臨

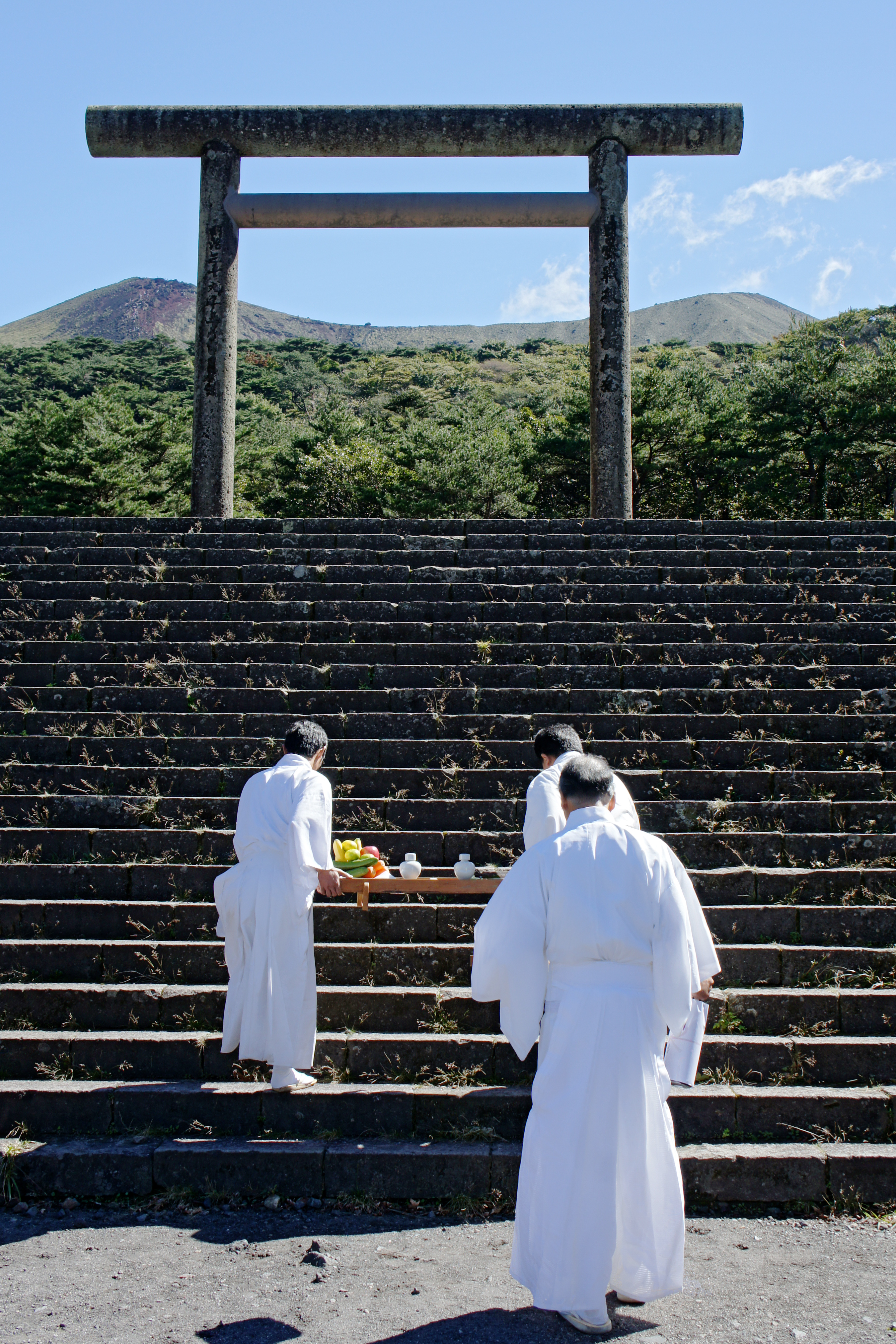
高千穂河原的天孫降臨神籬斎場

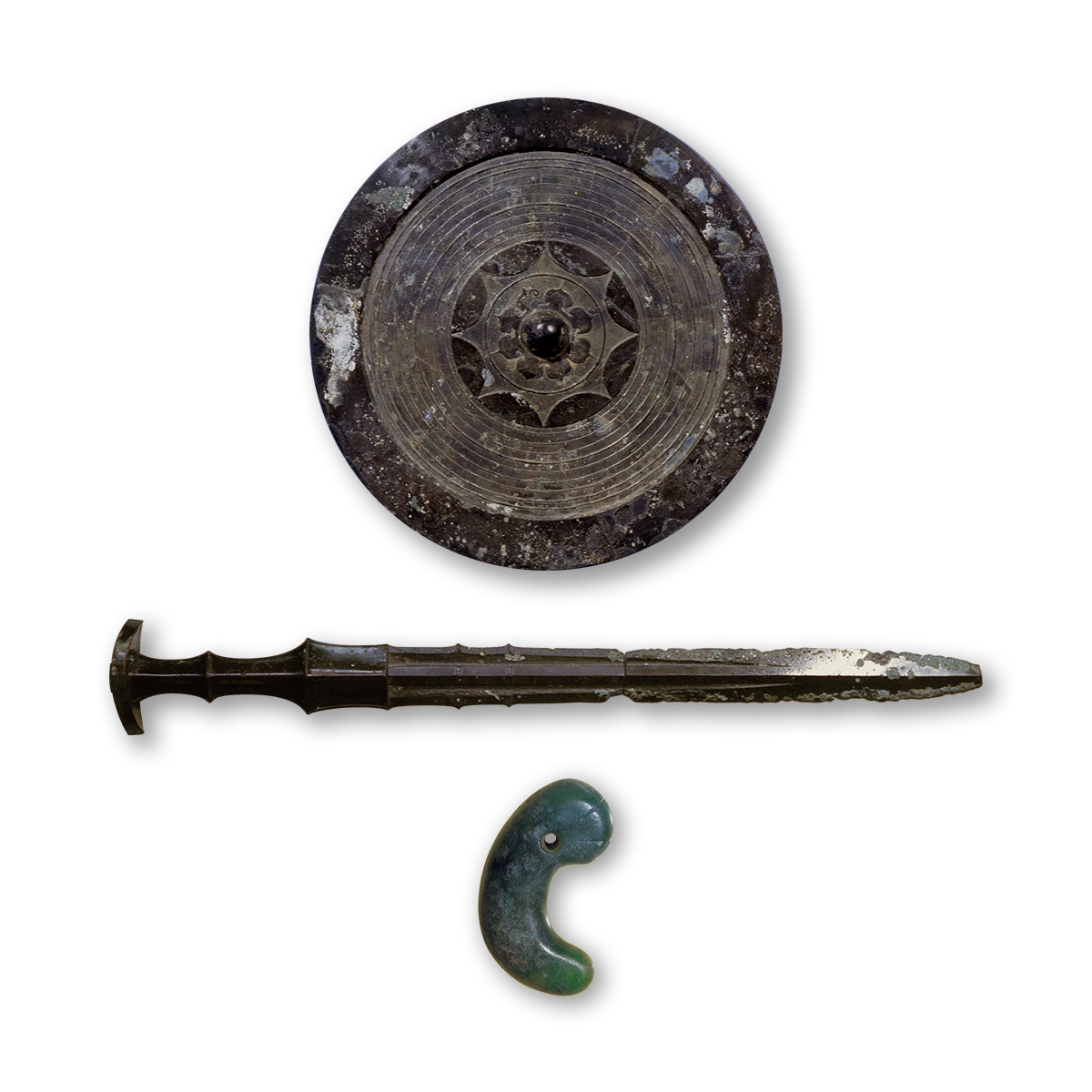
這是歷代天皇傳承的三神器/想像圖，實物未公開。

天照大神的孫子瓊瓊杵尊降臨到日向（天孫降臨）。此時，他身上正帶著天照大神賜予的三件神器。瓊瓊杵尊與木花開耶姬結婚，生下了一個孩子。

### 山幸彥與海幸彥
瓊瓊杵尊的孩子是山幸彥與海幸彥。山幸彥因為弄丟了海幸彥的魚鉤，天天受到海幸彥的責難，就算製作了五百根、一千根魚鉤也無法獲得原諒。後來他前往海神的宮殿取回了那根魚鉤，將其歸還給海幸彥，並對他進行了報復，使他屈服。山幸彥與海神的女兒結婚並育有一子，名為鸕鷀草葺不合尊。鸕鷀草葺不合尊的兒子是神倭伊波禮毘古命，也就是後來的神武天皇。

## 人代神話的傳承

### 神武東征

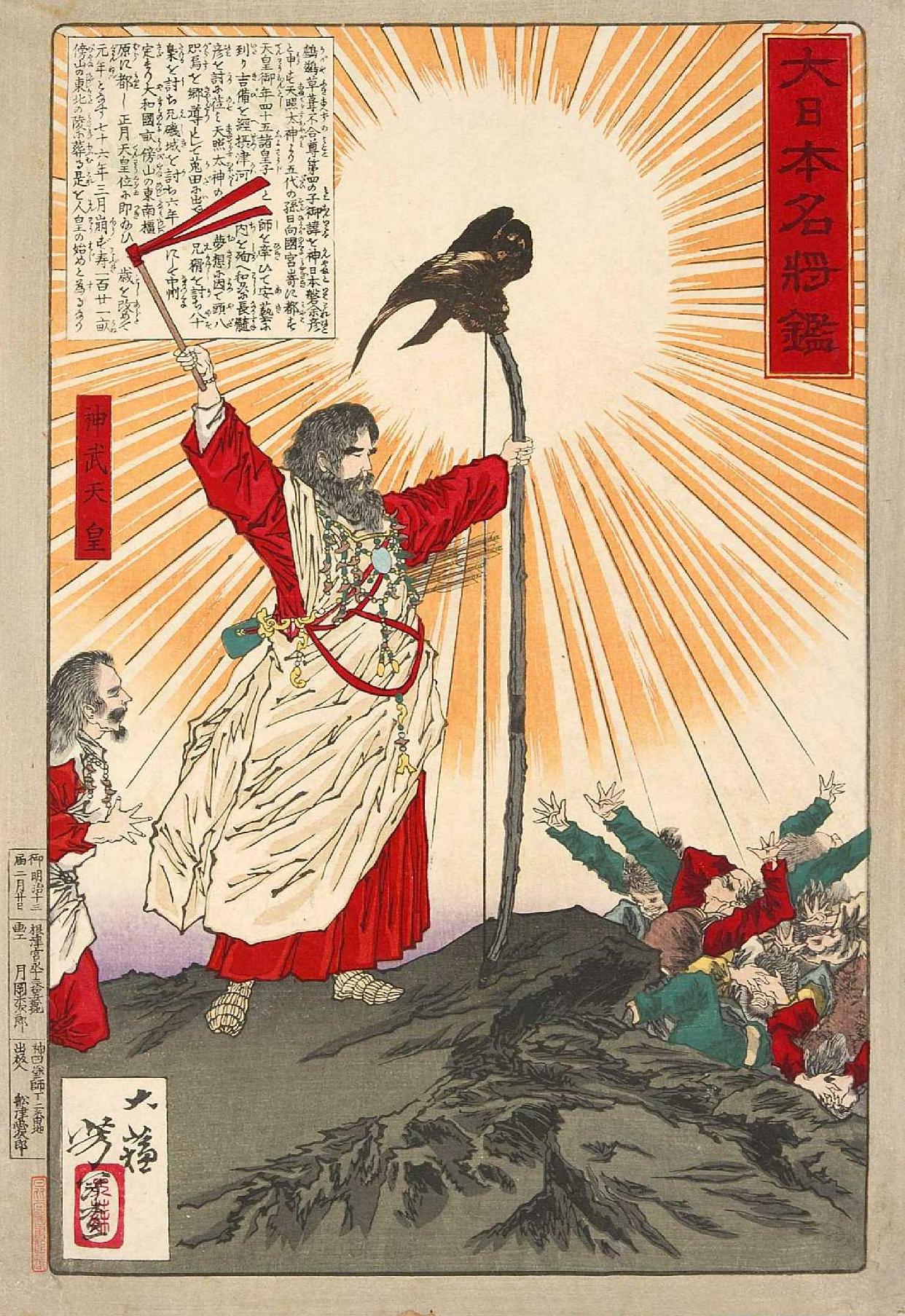
月岡芳年『大日本名将鑑 神武天皇』
神武東征時的著名場景。 神武天皇東征時的著名場景。天皇弓末端棲息著一隻金鵄，它發出的光芒讓長髓彥的士兵們目眩（右下）。

磐余彦尊與其兄弟、兒子密謀奪取大和國（奈良盆地），遂發動東征（神武東征）。大和的領導者長髄彥等人英勇抵抗，磐余彥尊雖苦戰，最終還是成功平定大和。磐余彥尊於橿原宮首次即位為天皇，即神武天皇。
神武天皇去世後，其子手研耳命（神武天皇在日向時出生）發動了叛亂。其弟渟名川耳尊射殺了手研耳命，繼承了王位（綏靖天皇）。

### 闕史八代
綏靖天皇之後的八位天皇（闕史八代）的事蹟在《古事記》或《日本書紀》中幾乎沒有記載。

### 日本武尊

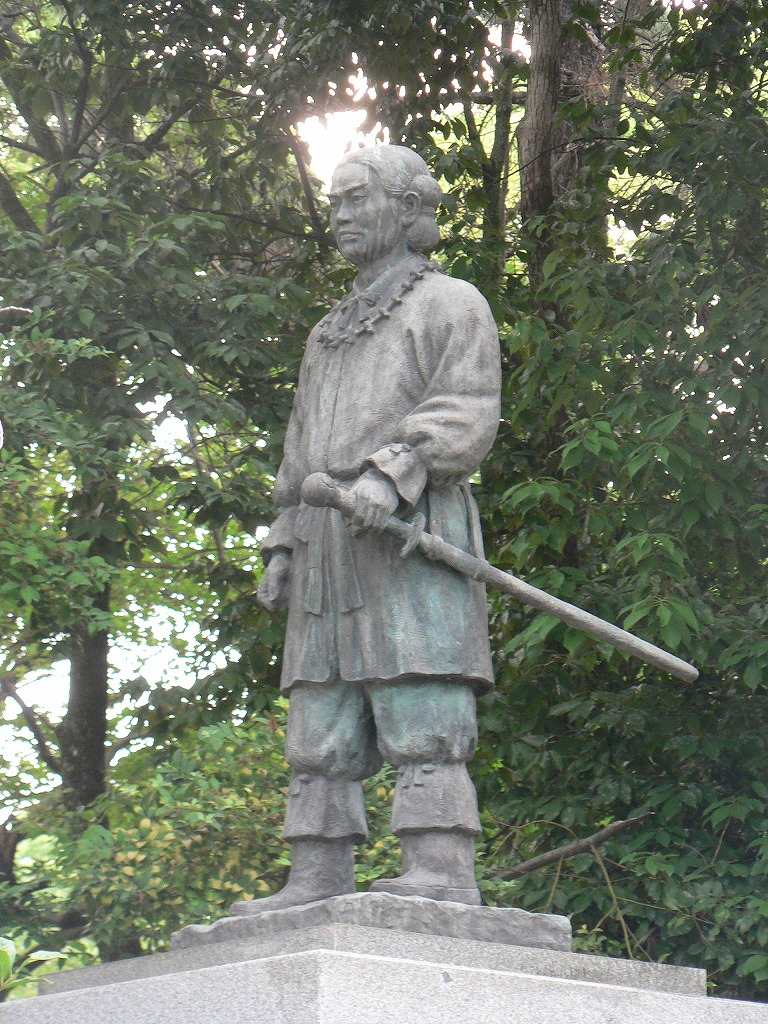
日本武尊御神像／大鳥大社（大阪府堺市西區）石雕位於境內。

景行天皇的皇子日本武尊遠征熊襲，並依天皇之命出兵東方。然而，他在歸途中去世，化為天鵝飛去。

### 三韓征伐
皇位由日本武尊的弟弟——成務天皇繼承，但在其崩御後，改由日本武尊之子繼承皇位，即位為仲哀天皇。仲哀天皇與其父同樣打算出兵九州，但因違逆住吉三神而崩御。其皇后神功皇后在住吉大神的協助下，征服了三韓（即三韓征伐）。

## 註腳

### 註解
Google地圖
1. ↑  Google Inc.  (地图). Google Inc.　※ 該設施以紅色突出顯示。

### 來源
1. ↑  井上 2006，第54頁.
2. 1 2  上田 1972，第411頁.
3. ↑  上田 1972，第411-412頁.